# Magistralinis kelias A18
La Magistralinis kelias A18 o tangenziale di Šiauliai è una strada maestra della Lituania. Collega vari quartieri della città di Šiauliai. La lunghezza della strada è di 17,08 km.

## Descrizione

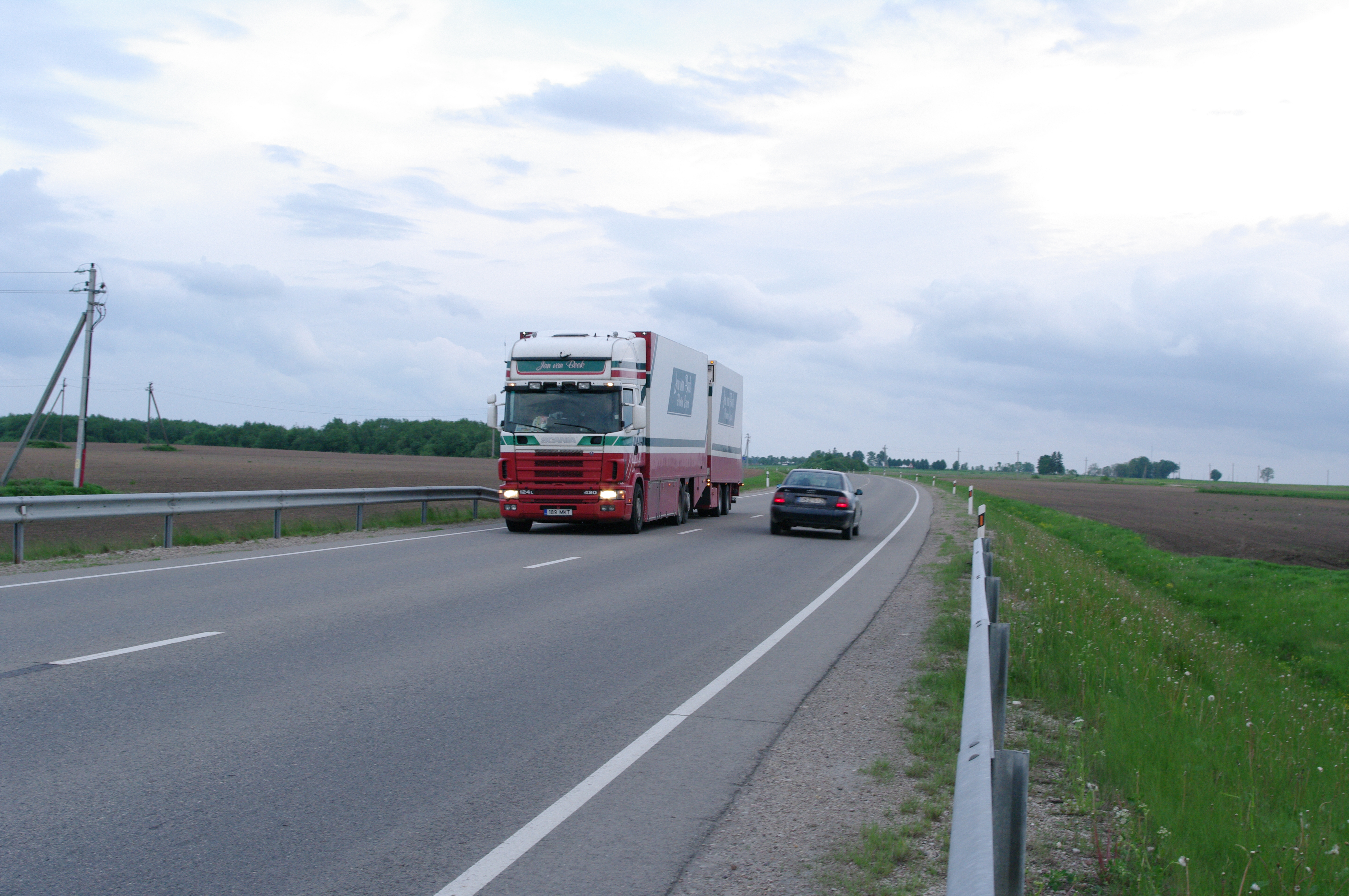
A18 nel 2010

La A18 forma la circonvallazione occidentale di Šiauliai, collegandosi alla A12 a nord e sud della città.
Fa parte della strada europea E77.